# Les Fragments d'Antonin
Pour plus de détails, voir Fiche technique et Distribution.
Les Fragments d'Antonin est un film français réalisé par Gabriel Le Bomin, produit en 2005 et sorti en France en 2006.

## Synopsis
La Grande guerre n'a pas fait que des morts, des gueules cassées, des veuves ou des orphelins, elle a aussi laissé des êtres humains dans le désarroi psychologique et dans l'impossibilité de se reconstruire mentalement après tant d'horreurs vécues. Antonin Verset fait partie de ces cas extrêmes des blessés de l'âme, il est incapable de s'exprimer par la parole, il ne lui reste plus que quelques gestes obsessionnels.
En 1919, le professeur Labrousse, pionnier dans le traitement des chocs traumatiques de guerre, se passionne pour son cas. Sa méthode, nouvelle et controversée, doit lui faire revivre les moments les plus intenses de sa guerre afin de l'en libérer.

## Réception critique
Bien que ce film ait été très bien accueilli par la critique à sa sortie, la première œuvre majeure de Gabriel Le Bomin n'a pas attiré beaucoup de public en salle.

## Fiche technique
- Titre original : Les Fragments d'Antonin
- Réalisation : Gabriel Le Bomin
- Assistants réalisateurs : Julie Navarro 1re asst ; Marine Franssen 2nde asst
- Scénario : Gabriel Le Bomin
- Production : Alexandra Lederman, Jean-François Geneix
- Distribution : Rezo Films
- Musique : Fabien Römer
- Décors : Aurélien Geneix
- Costumes : Mahetimi Deregnaucourt
- Photographie : Pierre Cottereau
- Son : Xavier Piroelle
- Montage : Bertrand Collard
- Casting : Annick Dufrêne
- Scripte : Marion Pin
- Maquillage : Benoît Lestang
- Pays d'origine :  France
- Genre : drame, guerre
- Durée : 90 minutes  (1 h 30)
- Date de sortie : 2006

## Distribution
- Grégori Derangère : Antonin Verset
- Anouk Grinberg : Madeleine Oberstein
- Aurélien Recoing : Professeur Labrousse
- Niels Arestrup : Professeur Lantier
- Yann Collette : Capitaine Orlac
- Laure Duthilleul : Marie
- Pascal Demolon : Lieutenant Ferrou
- Jean-Baptiste Iera : Mazard
- Richard Sammel : Jürgen
- David Assaraf : Charles
- Vincent Crouzet : Le caméraman
- Frédéric Épaud : Jean Chartreux
- Pascal Elso : L'adjudant
- Nicolas Giraud : Soldat Brunnel
- Michaël Abiteboul : Masson
- Cyrille Thouvenin : Stan
- Samuel Dupuy : Soldat mourant
- Patrick Guérineau : Soldat accueil
- Emmanuel Quatra : Simon Krief
- Eric Mariotto : Brancardier
- Vincent Schmitt : Brancardier
- Damien Taranto : Ernst
- Johannes Olivier Hamm : Déserteur allemand
- Cédric Weber : Déserteur allemand
- Marius Strasser : Déserteur allemand
- Julien Bouvard : Étudiant Psy
- Benoît Liénd : Soldat tranchée
- Julien Tomasino : Soldat tranchée
- Marc Giroud : Soldat

## Autour du film
Avant de réaliser ce premier long métrage, Gabriel Le Bomin a longtemps été plongé dans le monde de la guerre et des traumatisés. Après avoir effectué son service militaire au Cinéma des Armées, où il a pu avoir accès à de nombreux documents d'archives, il a réalisé plusieurs documentaires, dont un pour le compte du Musée de la médecine sur les traumatisés de guerre, depuis la guerre de 14-18 jusqu'à la guerre du Golfe.
Entre l'idée d'origine et la fin de la production, il s'est écoulé près de quatre ans. L'écriture du scénario a elle-même pris deux années, pendant lesquelles Le Bomin a rencontré plusieurs psychiatres du Val de Grâce pour étayer scientifiquement son scénario.
Le tournage a duré sept semaines. Les scènes de tranchées ont été tournées dans la commune de Valdahon, en Franche-Comté, sur le terrain militaire du camp du 13e régiment du génie. Le fort du film est celui de Domont, dans le val d'oise(95)

## Distinctions
- Nomination premier film Prix Louis Delluc 2006
- César du cinéma 2007 : nommé dans la catégorie meilleur premier film.

## Divers
À l'occasion du 90e anniversaire de l'Armistice de 1918, un DVD de ce film a été édité dans le commerce.